# Сан-Дам'яно-д'Асті
Сан-Дам'яно-д'Асті (італ. San Damiano d'Asti, п'єм. San Damian) — муніципалітет в Італії, у регіоні П'ємонт,  провінція Асті.
Сан-Дам'яно-д'Асті розташований на відстані близько 490 км на північний захід від Рима, 39 км на південний схід від Турина, 14 км на південний захід від Асті.
Населення — 8443 особи (2014).
Щорічний фестиваль відбувається 16 серпня. Покровитель — святий Рох.

## Демографія
Населення за роками:

Станом на 1 січня 2023 року в муніципалітеті офіційно проживали 1103 іноземці з 39 країн, серед них 747 громадян країн Євросоюзу та 4 громадяни України.

## Історія
У 1275 році, під час конфлікту між Генуезькою республікою та Карлом Анжуйським, жителі Асті захопили та зруйнували замки Горцано, Кастельнуово, Лавеццоле та Марчелленго в долині Борборе, а в околицях заснували нове село, в якому були змушені жити мешканці зруйнованих сіл.  Поселення отримало назву Сан-Дам'яно від маленької церкви, присвяченої цьому святому, і відтоді залишається підпорядкованим муніципалітету Асті.
З середини 14 століття Сан-Дам'яно було приєднане до держави Монферрато, перипетії якої воно пережило у війнах з Вісконті Міланськими, князями Савойї-Ахайї та у так званих "війнах за переважання" між Іспанією та Францією. Договір Чераско від 7 квітня 1631 року та наступний договір Мірафьорі (1632) закріпили Сан-Дам'яно д'Асті за Савойським домом, який передав його маркізам Сан-Мартіно д'Аліє, а потім алерамським графам Карлеварі (їхня резиденція — сучасний Палаццо Комунале). Відтоді історія Сан-Дам'яно-д'Асті збігається з історією спочатку Сардинського королівства, а згодом Королівства Італія. Сан-Дам'яно-д'Асті також є містом походження шляхетної родини Роберті ді Кастельверо.

### Символіка
Герб, гонфалон і прапор муніципалітету Сан-Дам'яно-д'Асті були надані указом Президента Республіки 7 березня 2001 року[джерело?].

## Сусідні муніципалітети
- Антіньяно
- Асті
- Канале
- Кантарана
- Челле-Еномондо
- Чистерна-д'Асті
- Феррере
- Говоне
- Пріокка
- Сан-Мартіно-Альфієрі
- Тільйоле

## Галерея зображень

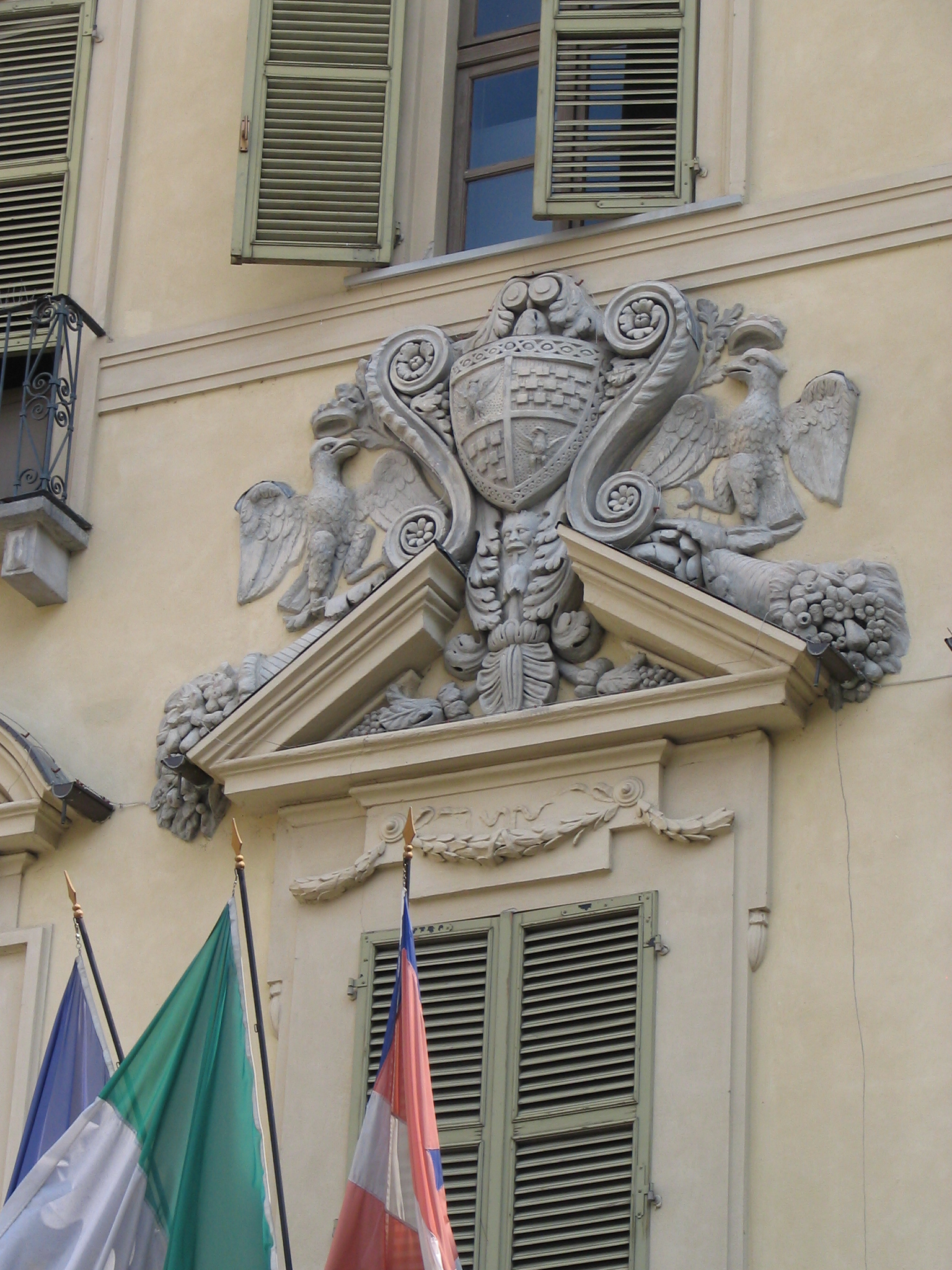
Ратуша, ч. громадянський герб
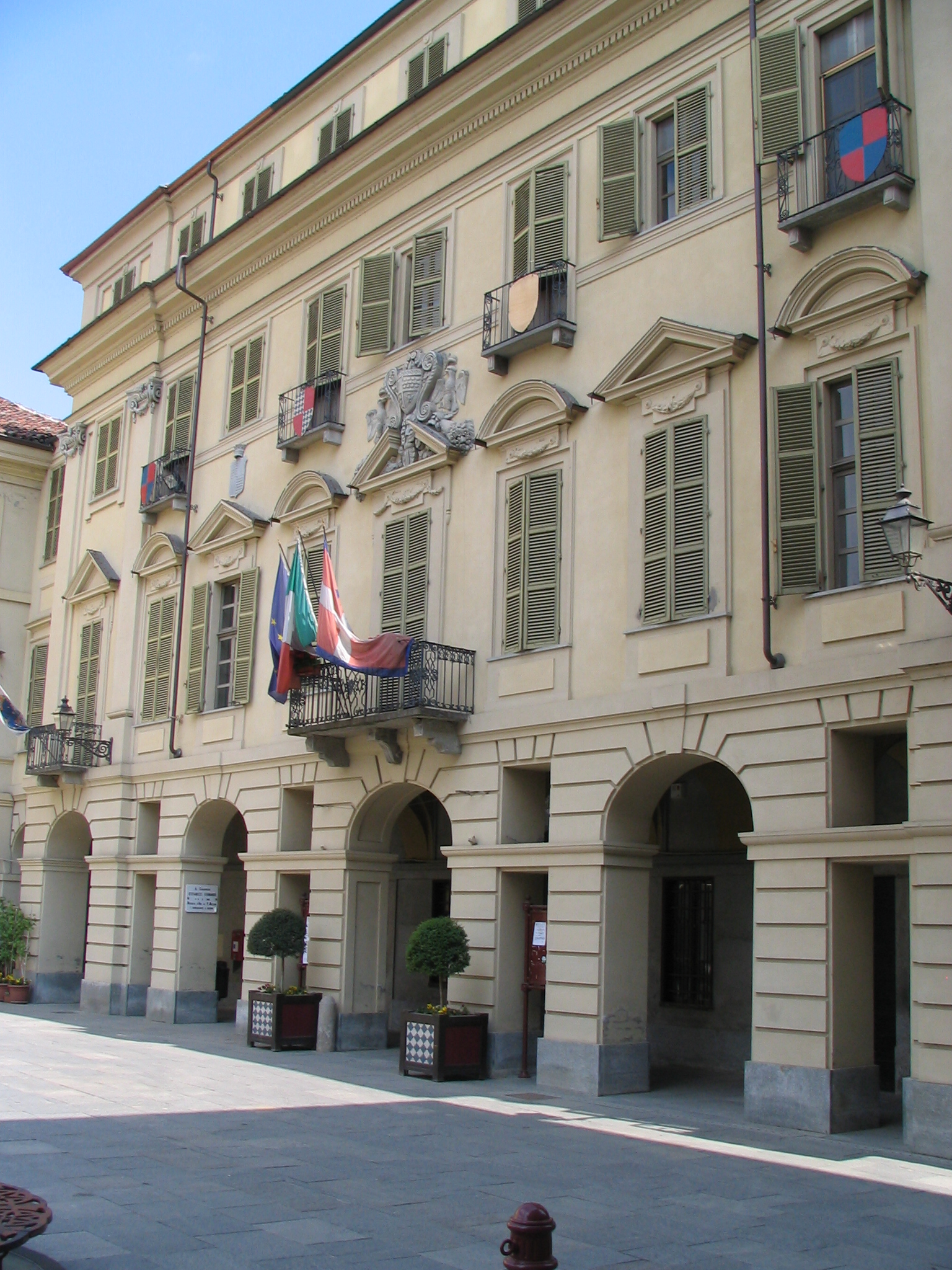
Ратуша
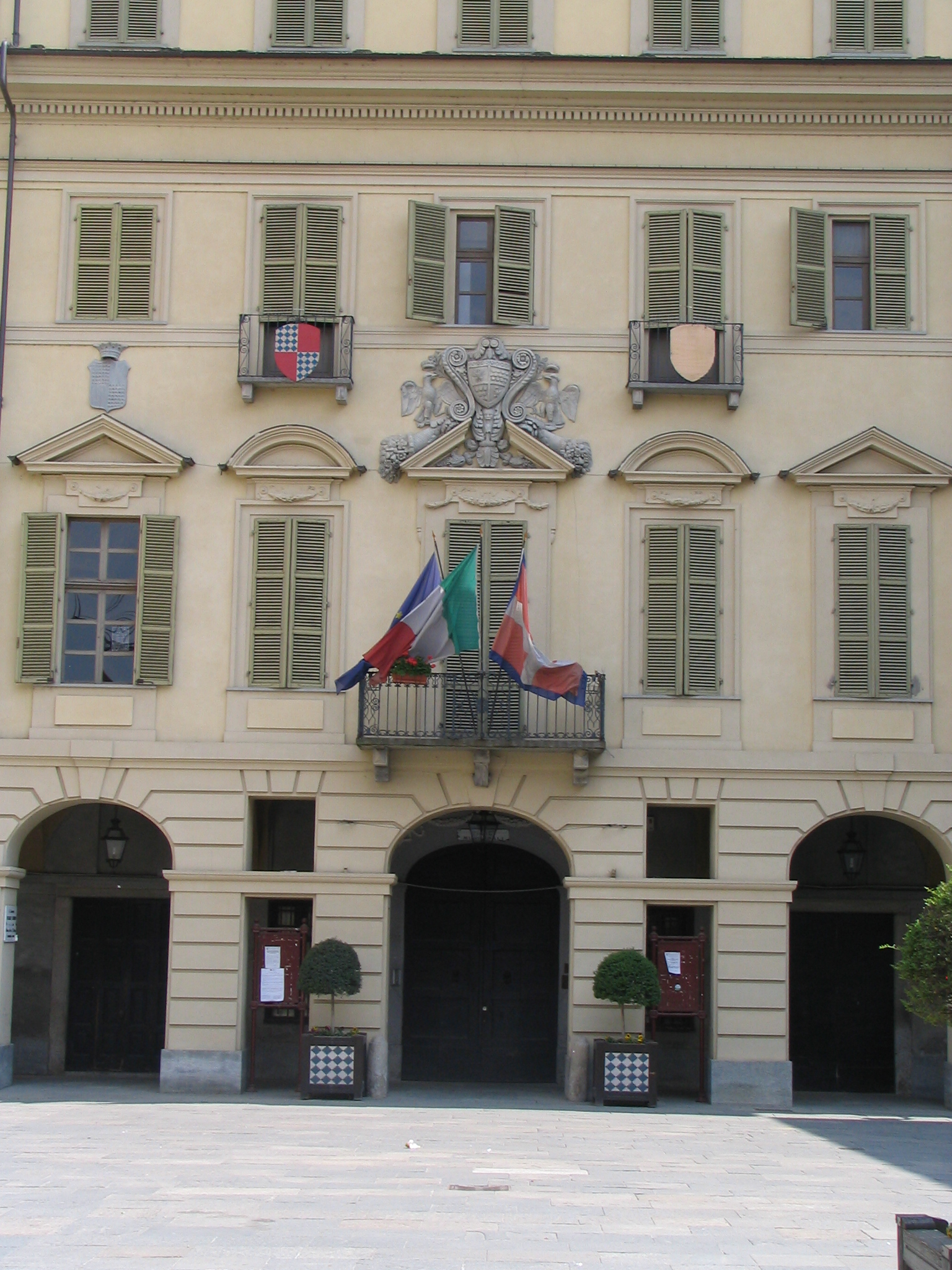
Ратуша
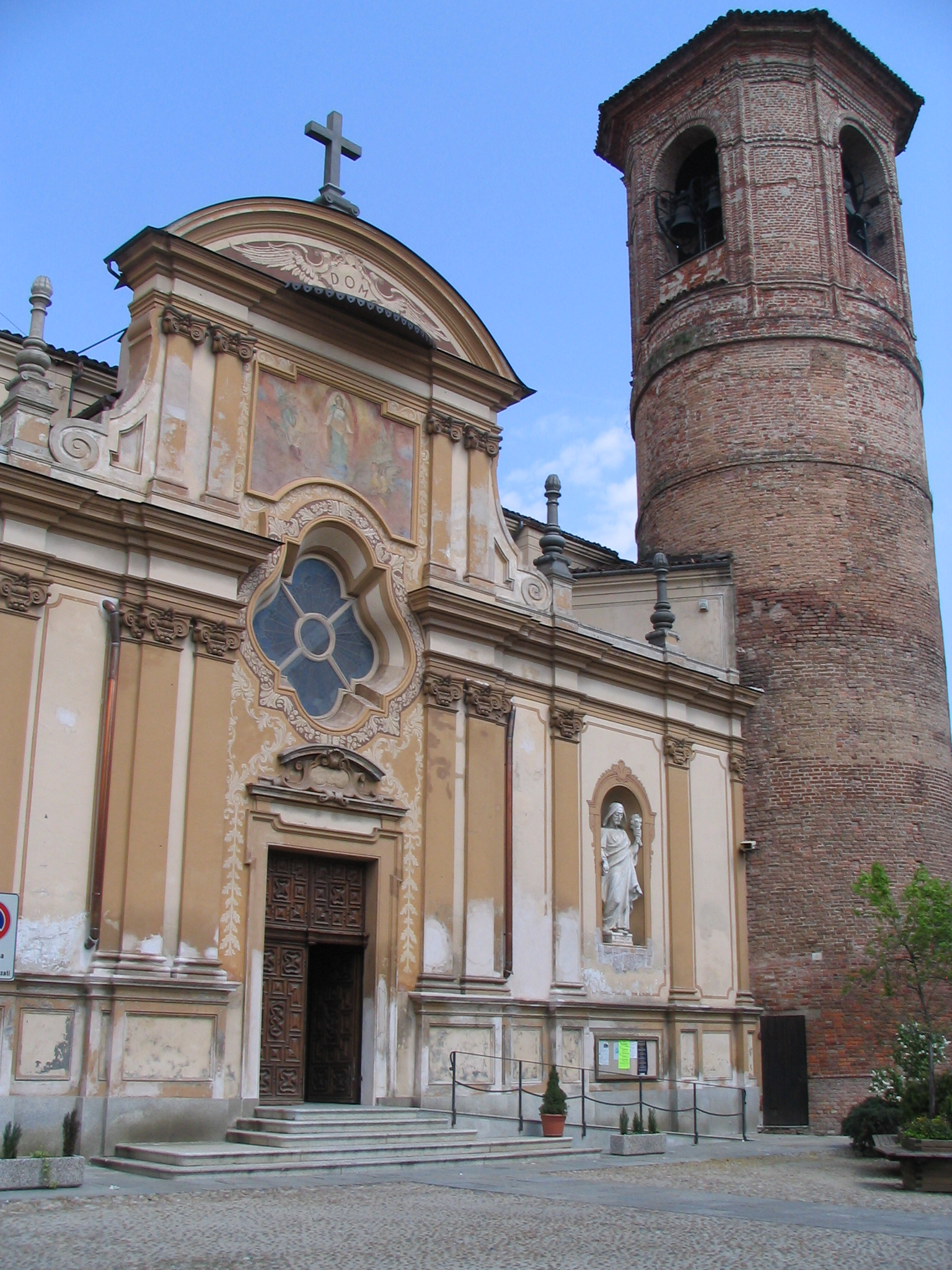
Церква св. Косма і Даміано
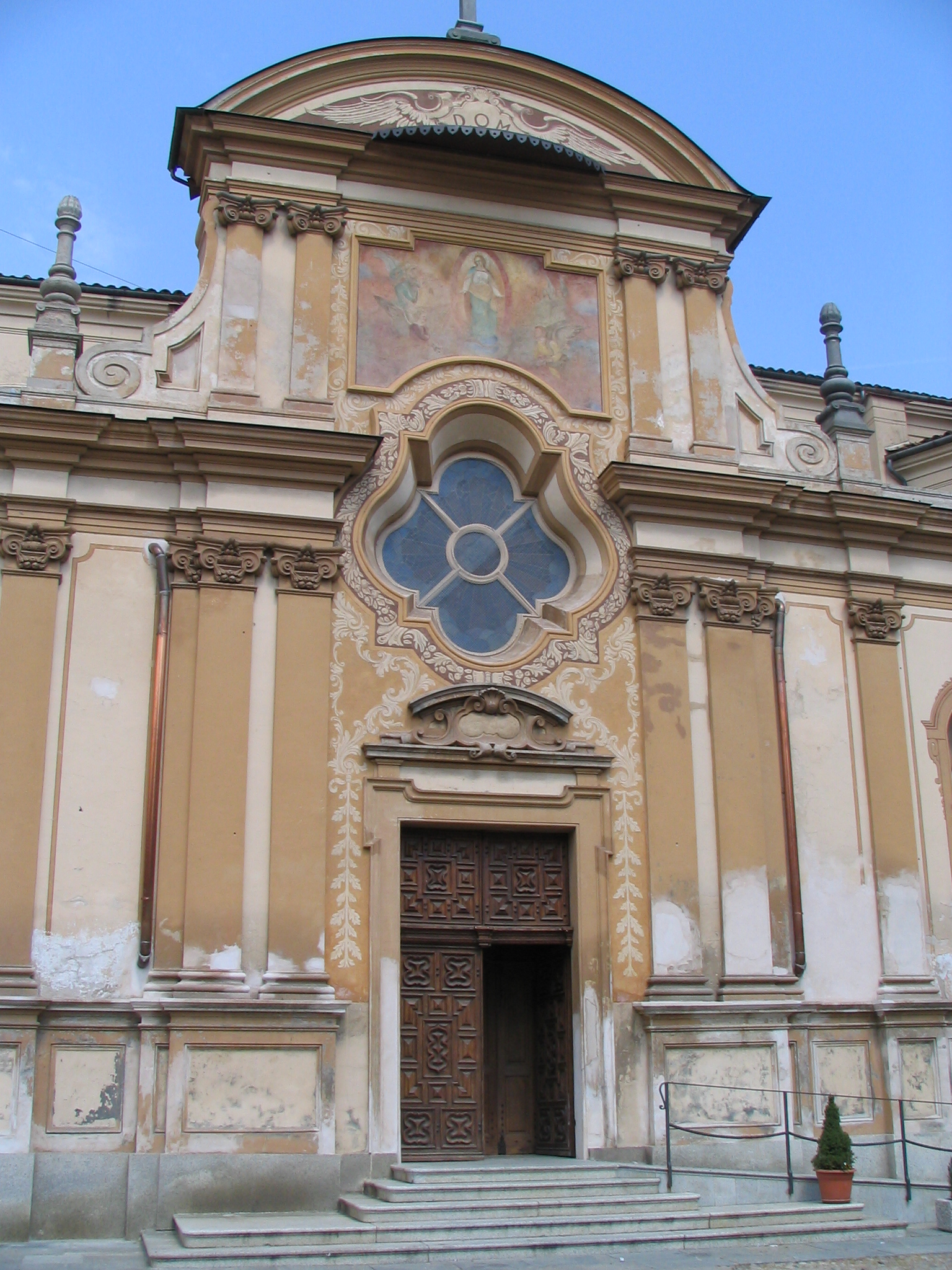
Фасад